# Olympiakos Piräus (Volleyball)
Olympiakos Piräus (griechisch Ολυμπιακός Πειραιώς) ist die erfolgreichste griechische Volleyballmannschaft, die zum Sportverein Olympiakos SFP aus der Hafenstadt Piräus gehört und in der ersten griechischen Liga spielt.

## Geschichte
Die erfolgreichen Zeiten von Olympiakos Piräus begannen Ende der 1960er Jahre. Bereits 1968 konnte man die Athener und die panhellenische Meisterschaft gewinnen. Ein Jahr später verteidigte Olympiakos die gesamtgriechische Meisterschaft und spielt seitdem ständig um den Titel mit. Auch den ersten Pokalwettbewerb, der 1981 eingeführt wurde, konnte Olympiakos Piräus für sich entscheiden.
Die großen internationalen Auftritte hatte der Verein in den 1990er Jahren – in Griechenland holte man den Meistertitel acht Mal in Folge – in der Champions League erreichte man 1992 als erster griechischer Verein das Finale, musste sich nur den Italienern von Il Messaggero Ravenna geschlagen geben. 1993 und 1995 belegte Olympiakos den dritten Platz in der europäischen Königsklasse. 1995 verlor Piräus die Meisterschaft an Panathinaikos Athen, und musste sich mit der Qualifikation für den Top Teams Cup zufriedengeben. Hier konnte man allerdings als erster griechischer Verein im Finale über den SV Bayer Wuppertal triumphieren, erreichte zudem 1997 und 1998 erneut das Endspiel. Beide Spiele gingen gegen Alpitour Traco Cuneo verloren. 2005 gewann Piräus zum zweiten Mal den Top Teams Cup. Nach sechs Jahren ohne nationalen Titel gewann man ab 2009 zehnfmal die Meisterschaft und siebenmal den Pokal.

## Titel
National
- Griechische Meisterschaft: 32

1968, 1969, 1974, 1976, 1978, 1979, 1980, 1981, 1983, 1987, 1988, 1989, 1990, 1991, 1992, 1993, 1994, 1998, 1999, 2000, 2001, 2003, 2009, 2010, 2011, 2013, 2014, 2018, 2019, 2021, 2023, 2024
- Griechischer Pokal: 18

1981, 1983, 1989, 1990, 1992, 1993, 1997, 1998, 1999, 2001, 2009, 2011, 2013, 2014, 2016, 2017, 2024, 2025
- „Melina Mercouri“ Cup: 1

1994 *
- Griechischer Ligacup: 7

2013, 2015, 2016, 2017, 2018, 2019, 2025
- Griechischer Supercup: 3

2000, 2010, 2024
Europa
- Pokal der Pokalsieger:1

1996
- Top Teams Cup:1

2005
- Challenge Cup:1

2023
Hinweis:

• 1994 wurde der griechische Pokal abgesagt und ein Final-4-Turnier zum Gedenken an Melina Merkouri ausgetragen. Die internationalen Spieler fehlten aufgrund der Weltmeisterschaft 1994. Im Finale besiegte Olympiakos Piräus Aris Thessaloniki mit 3:0 und gewann den Titel.